# Crypt of the NecroDancer
Crypt of the NecroDancer es un videojuego independiente desarrollado por Brace Yourself Games. El juego toma elementos fundamentales de un juego de exploración de mazmorras roguelike, y agrega las características de un juego de ritmo que usa una banda sonora original compuesta por Danny Baranowsky. Las acciones del jugador son más efectivas cuando hace mover al personaje que este controla al ritmo de la canción actual y se deterioran cuando lo mueve fuera de tiempo, por lo que es necesario aprender los patrones rítmicos que siguen las diversas mazmorras. El juego, de género mixto, incluye la capacidad de importar música personalizada y la opción de usar un panel de baile en lugar de los controles tradicionales o el teclado. El juego fue lanzado para Microsoft Windows, OS X y Linux en abril de 2015, siendo coeditado por Klei Entertainment, para PlayStation 4 y Vita en febrero de 2016, y para iOS, como Crypt of the NecroDancer Pocket Edition, en junio de 2016. En septiembre de 2017, se confirmó en Nintendo Direct, una versión para Nintendo Switch.

## Modo de juego
Crypt of the NecroDancer es un juego de exploración de mazmorras bidimensional en 2D en el que el jugador controla uno de una selección de personajes para explorar varios niveles de una mazmorra subterránea que se genera de forma aleatoria, de forma similar a los juegos roguelike.
Los jugadores pueden manipular su personaje usando una plataforma de baile, un teclado o un tablero de juego.  A diferencia de los roguelikes tradicionales, el jugador solo puede mover a su personaje o atacar si realiza la acción al ritmo de la música. Al igual que con muchos juegos de ritmo, cada partida de ritmo exitosa aumenta un multiplicador de puntaje. La falta de coincidencia con el ritmo no perjudica directamente al personaje en la mayoría de las situaciones, pero restablece el multiplicador de puntuación y puede causar que el personaje sea dañado por un monstruo cercano si está en su casilla de ataque. El personaje también puede ser dañado al moverse a la casilla de ataque de un monstruo. Cuando el medidor de salud del personaje se vacía, el juego termina. Los monstruos se mueven según patrones predeterminados que el jugador debe aprender para atacar y evitar daños.
A medida que el jugador explore, este recolectará nuevas armas, armaduras, elementos utilizables y tesoros. El inventario del jugador es administrado automáticamente por el juego. Derrotar monstruos produce una cantidad de monedas que se pueden usar para comprar artículos en las tiendas dentro de la mazmorra. También existen diamantes que se utilizan para comprar mejoras permanentes a las habilidades del personaje en el lobby del juego. Cada mazmorra se divide en cuatro zonas de cuatro niveles cada una. Los primeros tres niveles de cada zona requieren que el jugador encuentre la salida y derrote a un mini-jefe para desbloquearlo; el cuarto nivel contiene un jefe de mayor dificultad que debe ser derrotado para continuar. Además, el jugador está limitado por la duración de la canción para completar el nivel; cuando termina la canción, el personaje es lanzado al siguiente nivel a través de una trampilla, renunciando a las recompensas recibidas por completarlo.
La velocidad del ritmo de las canciones en las bandas sonoras del juego aumenta en las sucesivas zonas y niveles, haciendo que los niveles más profundos sean más complejos que los anteriores. El usuario además tiene la posibilidad de establecer música personalizada para cada uno de los niveles del juego.

## Desarrollo
Crypt of the NecroDancer fue una creación del programador Ryan Clark, inspirada en la estructura tradicional de los juegos de roguelike. Clark descubrió que la muerte del personaje del jugador en roguelikes solía producirse debido a las condiciones creadas por la generación de procedimientos del juego en lugar de por la habilidad del jugador, y quería hacer un juego que fuera más "justo" para que el jugador escapara o evitara aparentemente situaciones difíciles. Clark se inspiró en juegos como Spelunky, en el cual el jugador posee un mayor control de su destino, ya que lo veía como "un juego que es realmente difícil pero que en el que el jugador sabe que tiene la posibilidad de mejorar. Si muere, este sabe que fue por su culpa", mientras que en otros juegos el jugador puede morir porque "el juego es simplemente es injusto". Sin embargo, Clark también descubrió que eliminar la naturaleza por turnos de roguelikes en juegos como Spelunky o FTL: Faster Than Light eliminaba parte de los matices característicos de los roguelikes, y buscó la manera de mantener la naturaleza basada en turnos. Se les ocurrió la idea de usar turnos en los que cada turno duraba solo una breve cantidad de tiempo real; como tal, la "falta de tiempo para pensar hace imposible el estudio cuidadoso y la paciencia del experto jugador de NetHack". Con este concepto, Clark reconoció que esto era similar a los juegos de ritmo, y rápidamente refinó el concepto en torno al juego roguelike basado en el ritmo. El título vino después de descubrir este concepto, y juega con el juego de palabras de la palabra "nigromante".

## Música
La banda sonora del juego fue compuesta por Danny Baranowsky, diseñada para variar en velocidad y complejidad rítmica cuanto más se adentra el jugador en el juego. El juego tiene cuatro bandas sonoras adicionales: una banda sonora EDM de Álex Esquivel del grupo Super Square, una banda sonora de heavy metal de la personalidad de YouTube Jules Conroy, más conocida como "FamilyJules", una banda sonora freestyle retro del compositor Jake Kaufman, y una banda sonora synthwave de varios artistas de Girlfriend Records.